# Sutume Asefa Kebede
Sutume Asefa Kebede (amharisch ሱቱሜ አሰፋ ከበደ; * 11. Dezember 1994) ist eine äthiopische Leichtathletin, die sich auf den Langstreckenlauf spezialisiert hat. 2024 und 2025 siegte sie beim Tokio-Marathon.

## Sportliche Laufbahn
Ihre sportliche Premiere feierte Sutume Asefa Kebede beim Göteborg-Halbmarathon 2013, bei dem sie nach 1:22:14 h auf den 13. Platz gelangte. 2015 siegte sie in 50:35 min beim Kerzers Lauf in der Schweiz und siegte dann in 31:49 min beim Osterlauf Paderborn. Nur wenige Tage darauf siegte sie in 32:06 s im 10-km-Straßenlauf in Roanne sowie in 1:09:07 h beim Halbmarathon in Verbania. Zudem siegte sie in 1:06:49 min beim 20-km-Rennen in Lausanne sowie in 49:35 min beim 15-km-Straßenlauf in Le Puy-en-Velay und in 1:21:55 h beim 25-km-Rennen in Berlin. Im September wurde sie beim Kopenhagen-Halbmarathon in 1:08:47 h Zweite. Im Jahr darauf wurde sie beim Rotterdam-Marathon in 2:28:04 h Zweite und 2017 siegte sie in 1:10:30 h beim Yangzhou-Halbamarathon und wurde beim Toronto Waterfront Marathon in 2:29:26 h Zweite. 2018 siegte sie in 1:07:54 h beim Milano Stramilano und im Jahr darauf siegte sie in 2:23:31 h beim Peking-Marathon. 2020 wurde sie in 2:20:30 h Dritte beim Tokio-Marathon und landete damit erstmals unter den besten Drei bei einem Rennen der World Marathon Majors. 2021 siegte sie in 32:31 s über 10 km in Telese Terme und im Jahr darauf wurde sie beim Seoul International Marathon in 2:18:12 h Zweite. 2023 siegte sie in 1:18:47 h beim Kolkata 25K und im Januar 2024 siegte sie in 1:04:37 h beim Houston-Halbmarathon. Im März siegte sie mit neuer Bestleistung von 2:15:55 h beim Tokio-Marathon und im Oktober gelangte sie beim Chicago-Marathon in 2:17:32 h Zweite. Im Dezember siegte sie in 1:19:21 h erneut beim Kolkata 25K. 2025 wiederholte sie mit einer Zeit von 2:16:31 h ihren Sieg in Tokio.

## Persönliche Bestleistungen
- 10.000 Meter:	31:09,56 min, 8. Juni 2021 in Hengelo
- 10-km-Straßenlauf: 31:11 min, 11. Oktober 2015 in Berlin
- 20-km-Straßenlauf: 1:06:49 h, 26. April 2015 in Lausanne
- Halbmarathon: 1:04:37 h, 14. Januar 2024 in Houston
- 25-km-Straßenlauf: 1:18:47 h, 17. Dezember 2023 in Kolkata (afrikanische Bestleistung)
- Marathon: 2:15:55 h, 3. März 2024 in Tokio